# 阪急電鉄正雀工場

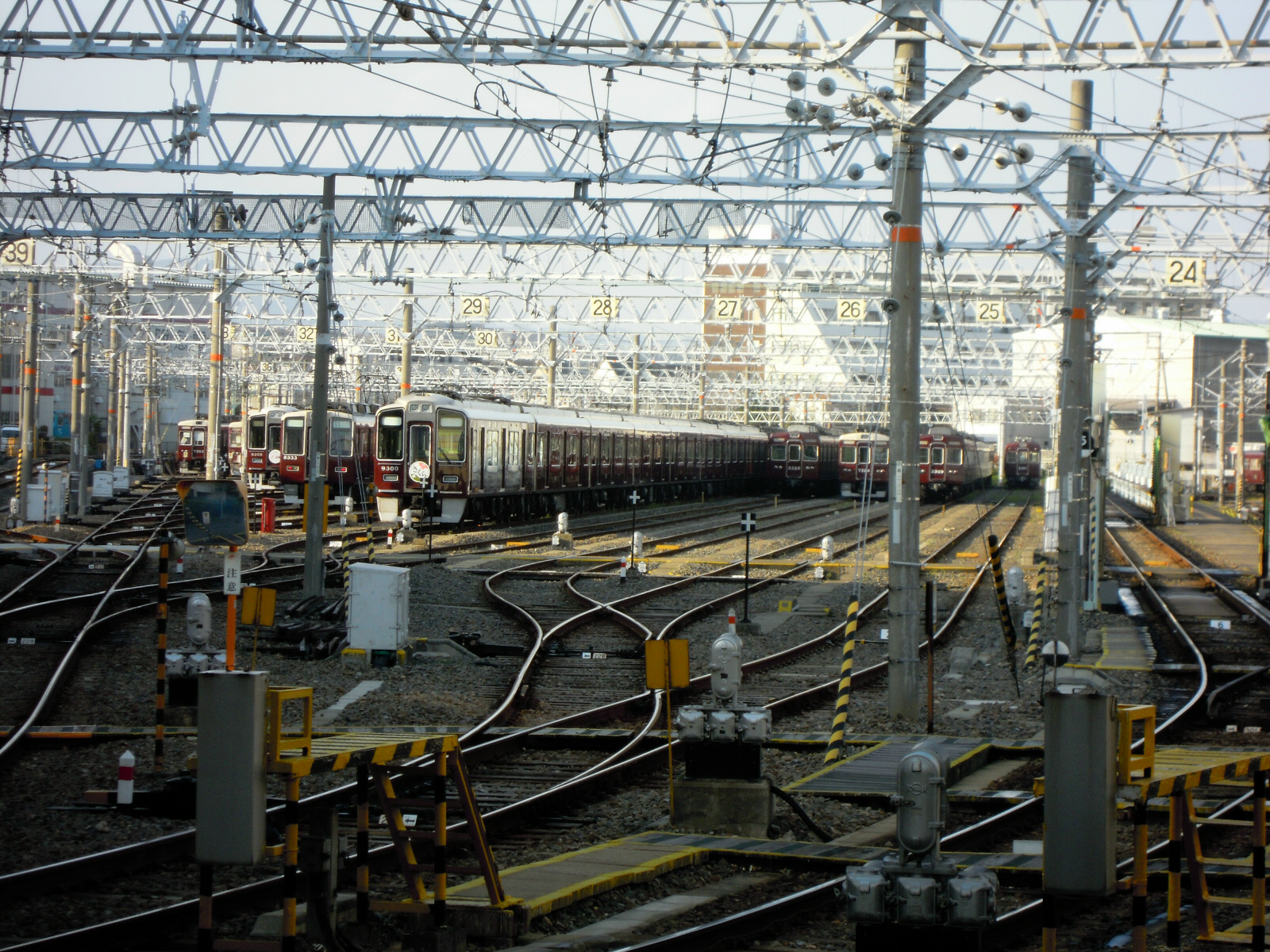
正雀車庫

阪急電鉄正雀工場（はんきゅうでんてつしょうじゃくこうじょう）は、大阪府摂津市にある阪急電鉄（阪急）の車両工場。阪急電鉄京都本線正雀駅と正雀車庫に隣接しているほか、JR西日本岸辺駅のすぐそばの敷地にも接しており、JR路線を通ることが必要な場合の輸送が可能となっている。

## 概要
1968年、西宮工場と旧正雀工場を統合して開設された。建設に当たっては旧正雀工場に隣接していた山陽特殊製鋼の工場跡地を買収し使用した。建設当時は民鉄界で東洋一とも呼ばれた工場であった。阪急と能勢電鉄の全車両が対象。正雀車庫は京都本線・千里線と嵐山線の全車両が所属している。
工場内では全般検査・重要部検査を中心に、新車両の搬入、改良工事や更新工事を行っている。定期検査で入場した車両は、台車を外して35tクレーンで移動される。このクレーンは100形(P-6)の車体重量を意識した設計である。かつては廃車車両の解体作業も行われていたが、2013年以降はトレーラーの陸送によって金属リサイクル業者にて解体する方式に変更された。また、能勢電鉄譲渡の場合は阪神本線を経由して、阪神電気鉄道尼崎工場にある阪神車両メンテナンスにて改造工事を行う。
2004年には、アルナ車両の工場が阪急正雀工場内に移転した。

## 所属車両
- 3300系
- 5300系
- 6300系
- 7000系
- 7300系
- 8300系
- 9300系
- 1300系
- 2300系

## 保存車
- 1形（1号） - 鋼体化改造後の仕様[5]。
- 10形（10号） - 30号を10号に復元[6]。
- 100形（116号） - 1972年廃車後保存[7]、1997年に動態復元[8]。
- 600形（602号） - 2010年に川崎重工業より譲受[9]。
- 900形（900号） - 1978年廃車後保管[7]、2000年に動態復元[8]。
- 初代2300系（2301号+2352号） - 2016年2月廃車、保存整備[10]。
- 6300系（6350号）－2016年3月廃車。

## 公開イベント

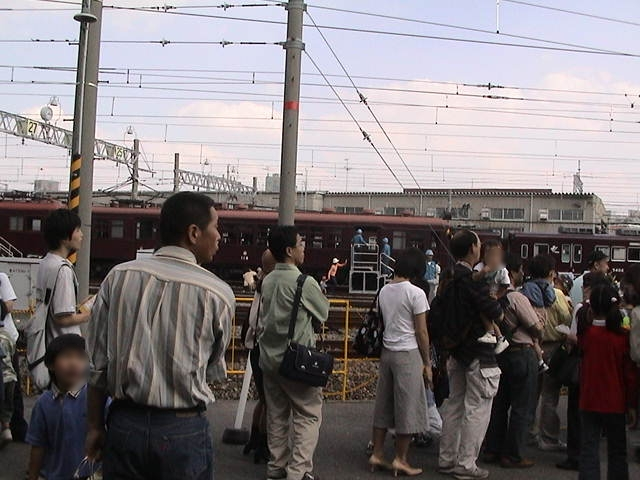
正雀工場内での阪急レールウェイフェスティバルの様子

年2回、春と秋に工場公開イベントとして「阪急レールウェイフェスティバル」が開催されている。公開イベントは、正雀工場25周年を記念して1994年に開催された「工場見学会」が始まりで、1997年に「阪急レールウェイフェスティバル」に改称し、年齢層の幅を広げたイベントとなった。当初は誰でも行ける予約不要のイベントだったが、2000年代後半から往復はがきで応募し当選者のみ見学できる、人数制限のイベントに切り替わった。